# Русько-візантійський договір (907)

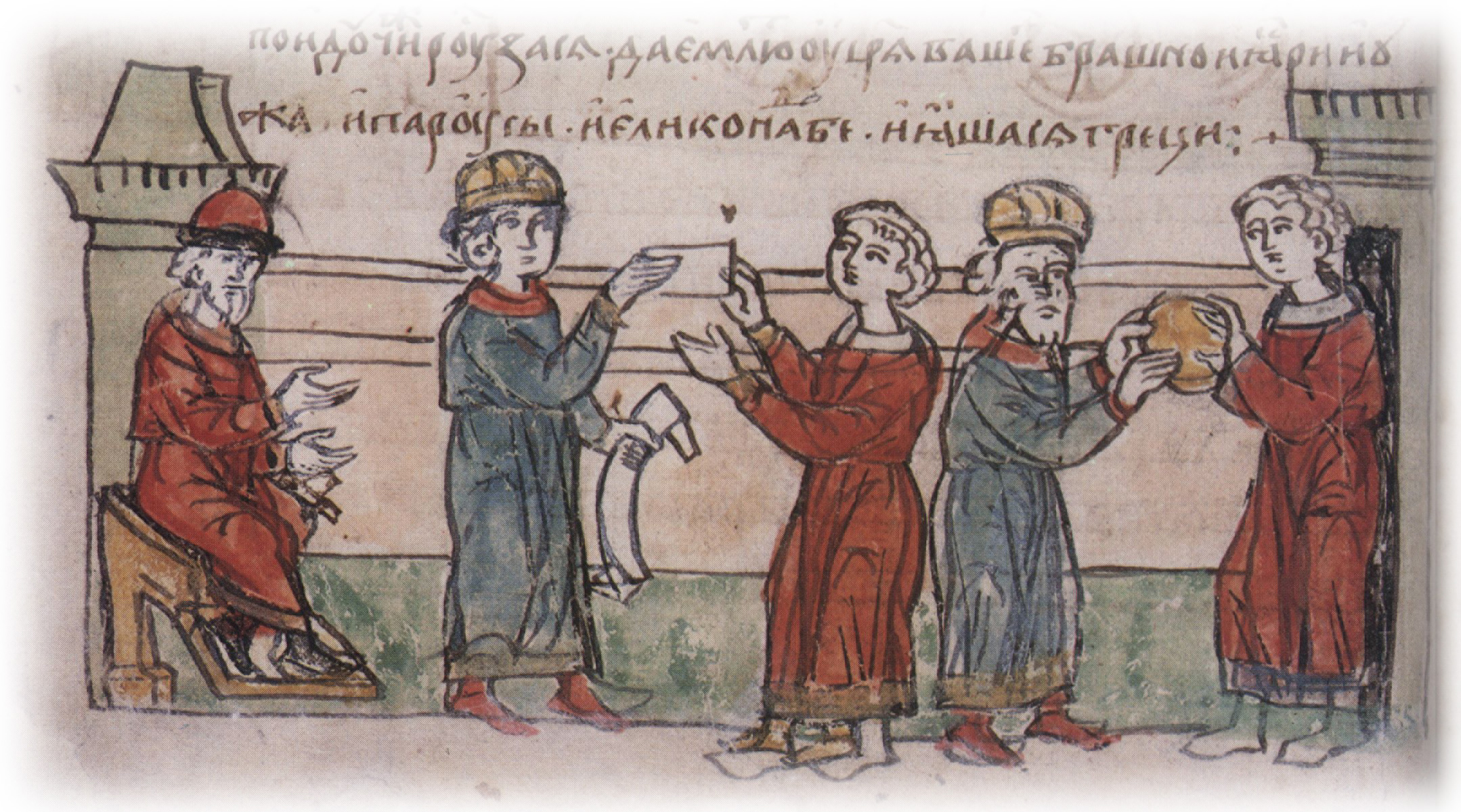
Переговори про умови договору між Олегом та візантійськими імператорами Левом VI та його братом Олександром. Мініатюра з Радзівілівського літопису, кінець XV століття

Русько-візантійський договір 907 — відповідно до «Повісті временних літ», перший міжнародний договір між Київською Руссю та Візантією. Результат походу князя Олега на Константинополь.
Факт укладання договору сумнівний, передбачається, що текст договору є літописною конструкцією, що скоротила текст договору 911 . За іншим припущенням, розглядається як підготовчий до русько-візантійського договору 911.
Текст договору, що зберігся в київських літописах, дає перелік осіб, які брали участь зі сторони Київської Русі. Вони носили скандинавські імена: Карл, Фарлоф, Велмуд, Рулав та Стемід. У тексті Київська Русь позначалася великими містами: Київ, Чернігів, Переяслав, Полоцьк, Ростов і Любеч. Історик А. А. Шахматів коментував цей перелік як довільний набір міст, до якого, можливо, деякі були дописані згодом переписувачами літописів.
З найбільш значних положень цей договір дає статус колонії поселенню руських купців у Константинополі. Текст літописів свідчить про те, що купці оселилися у кварталі святого Маманта. Русь прибувала в місто через міську браму, без зброї, у супроводі імператорської гвардії і не більше 50 купців на один раз. Після прибуття вони реєструвалися візантійською владою для надання продовольства та корму тваринам на строк до півроку.
У заключних рядках договору візантійці цілують хрест, а русь клянеться своєю зброєю, богами Перуном та Велесом.